# Jarmila Štítnická
Jarmila Štítnická (pseudonimy Milada Majorová, Oľga Petrová, ur. 25 grudnia 1924, Rimavská Seč zm. 7 kwietnia 1980 w Bratysławie) – słowacka pisarka, redaktorka i publicystka, autorka literatury dla dzieci i młodzieży, i żona słowackiego pisarza Ctibora Štítnickiego.

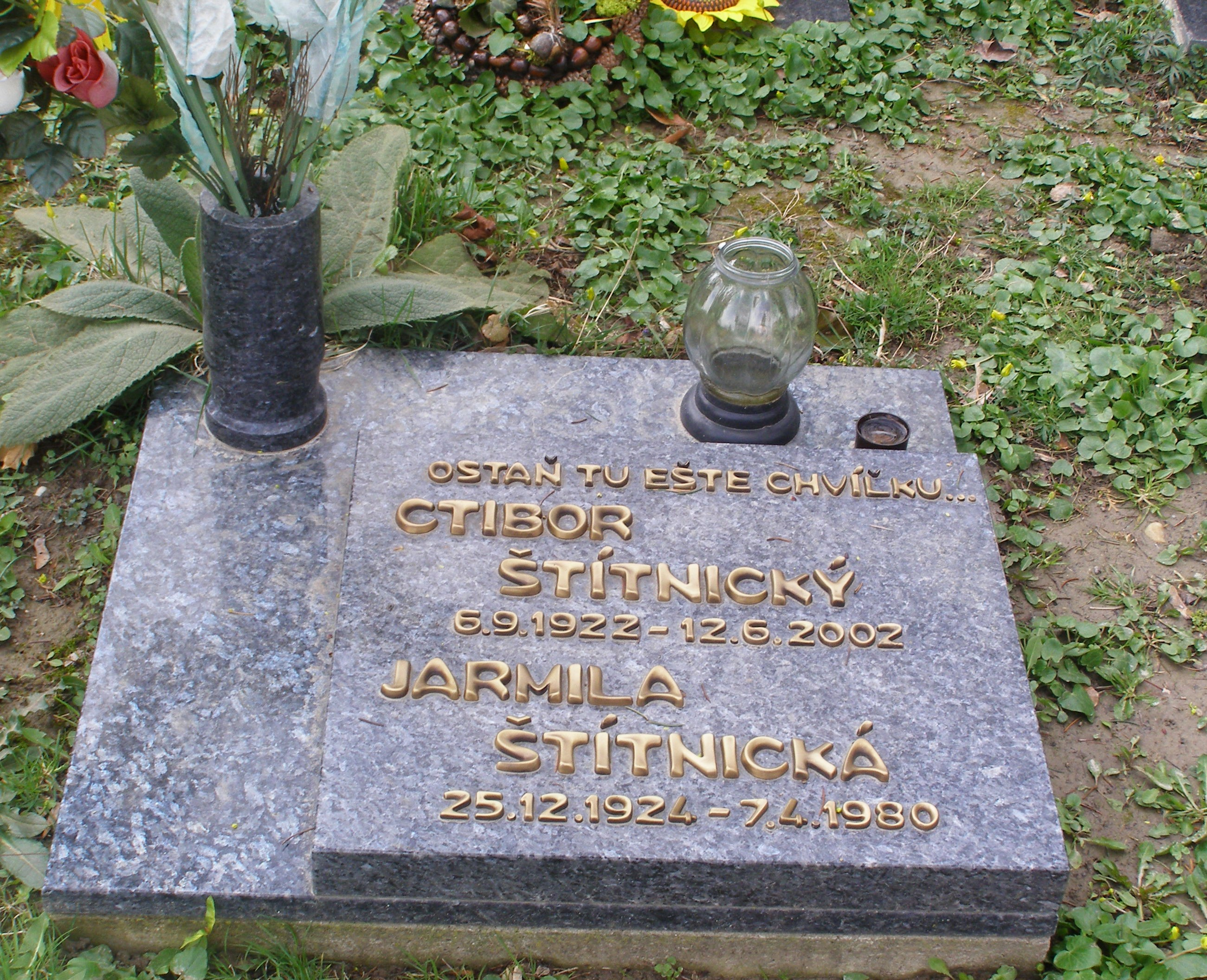
Grób Ctibora Štítnickiego i Jarmili Štítnickiej

## Dzieła

### Poezja
- 1953 – Krásny deň
- 1962 – Detský rok
- 1971 – Riekanky z čítanky

### Sztuki dla teatru lalek
- 1957 – Janko a tátoš
- 1961 – Orlia skala
- 1963 – Rozprávka z kolotoča
- 1967 – Rozprávka z karavány

Źródło.

### Tłumaczenie
- 1956 – P. Tkadlec: Asegao
- 1957 – J. Filipi: Zlatý had
- 1957 – Z. Skořepa: Čertov mlyn
- 1960 – M. Marková: Rozprávka o ceste na mesiac
- 1961 – L. Aškenazy: Šlamastika s mesiacom
- 1962 – J. Noha: Tutút, tút, tú...
- 1971 – J. Kainar: Indiáni
- 1957 – C. Gozzi: Kráľ jeleňov
- 1960 – C. Gozzi: Láska k trom pomarančom